# Tabanus remotus
Tabanus remotus är en tvåvingeart som beskrevs av Walker 1848. Tabanus remotus ingår i släktet Tabanus och familjen bromsar. Inga underarter finns listade i Catalogue of Life.